# Erythropitta arquata
La pita bandeada (Erythropitta arquata) es una especie de ave paseriforme de la familia Pittidae endémica de Borneo.

## Distribución y hábitat
Se encuentra únicamente en las montañas de la isla de Borneo. Su hábitat natural son los bosques húmedos tropicales montanos.